# 중앙도서관 (의왕시)
의왕 중앙도서관은 경기도 의왕시 소재의 도서관이다. 책마루라는 별칭이 있다.

## 연혁
- 2002년 10월 1일 의왕시중앙도서관 건립계획수립
- 2004년 9월 30일 기본 및 실시설계 완료
- 2005년 9월 29일 건축허가
- 2005년 10월 21일 공사착공
- 2007년 5월 10일 공사준공
- 2007년 5월 31일 의왕시중앙도서관 개관
- 2008년 6월 10일 숲마루 개장

## 이용 안내
이용시간
- 어린이책마루: 09:00 ~ 18:00
- 문헌정보실/디지털정보실: 평일 09:00 ~ 22:00 / 토,일요일 09:00 ~ 18:00
- 열람실: 07:00 ~ 23:00

휴관일
- 자료실: 매월 첫째, 셋째 월요일 및 법정공휴일
- 열람실: 법정공휴일